# Alberto Rojas Moscoso
Alberto Rojas Moscoso (Santiago de Chile, 7 de abril de 1970) es periodista y escritor chileno. Su trabajo se basa en novelas de aventura para jóvenes y thrillers históricos. Entre sus obras reconocidas se encuentran La lanza rota, La sombra de fuego, El secreto del Desdren y El misterio de la Biblioteca de Lima.

## Biografía
Rojas entró a estudiar Periodismo en la Universidad Diego Portales, periodo durante el cual colaboró en Radio Portales y el diario La Nación, además de hacer su práctica en la sección Política en El Mercurio. Tras titularse en 1994, trabajó en la revista del videoclub Errol’s realizando reseñas de cine. En 1995 volvió a El Mercurio, pero al apartado Internacional, donde trabajó durante veinte años, ocupando diferentes cargos.
Paralelamente, Alberto Rojas ha desarrollado una faceta periodística comentando libros y entrevistando a autores como George R. R. Martin, Stephen King, Patrick Rothfuss, Maggie Stiefvater y Joe Abercrombie, entre otros.
En 1998 obtuvo su posgrado en Ciencia Política, con mención en Relaciones Internacionales, de la Universidad Católica. Y a partir del 2000, Rojas comenzó a hacer clases de Actualidad Internacional en las carreras de Periodismo de las universidades Finis Terrae y del Desarrollo.
Desde 2015 es el director del Observatorio de Asuntos Internacionales de la facultad de Humanidades y Comunicaciones de la Universidad Finis Terrae. Se desempeña como columnista en Emol y La Tercera, y como analista de temas internacionales para medios como CNN Chile, Canal 13, Mega y 24 Horas.

## Carrera literaria

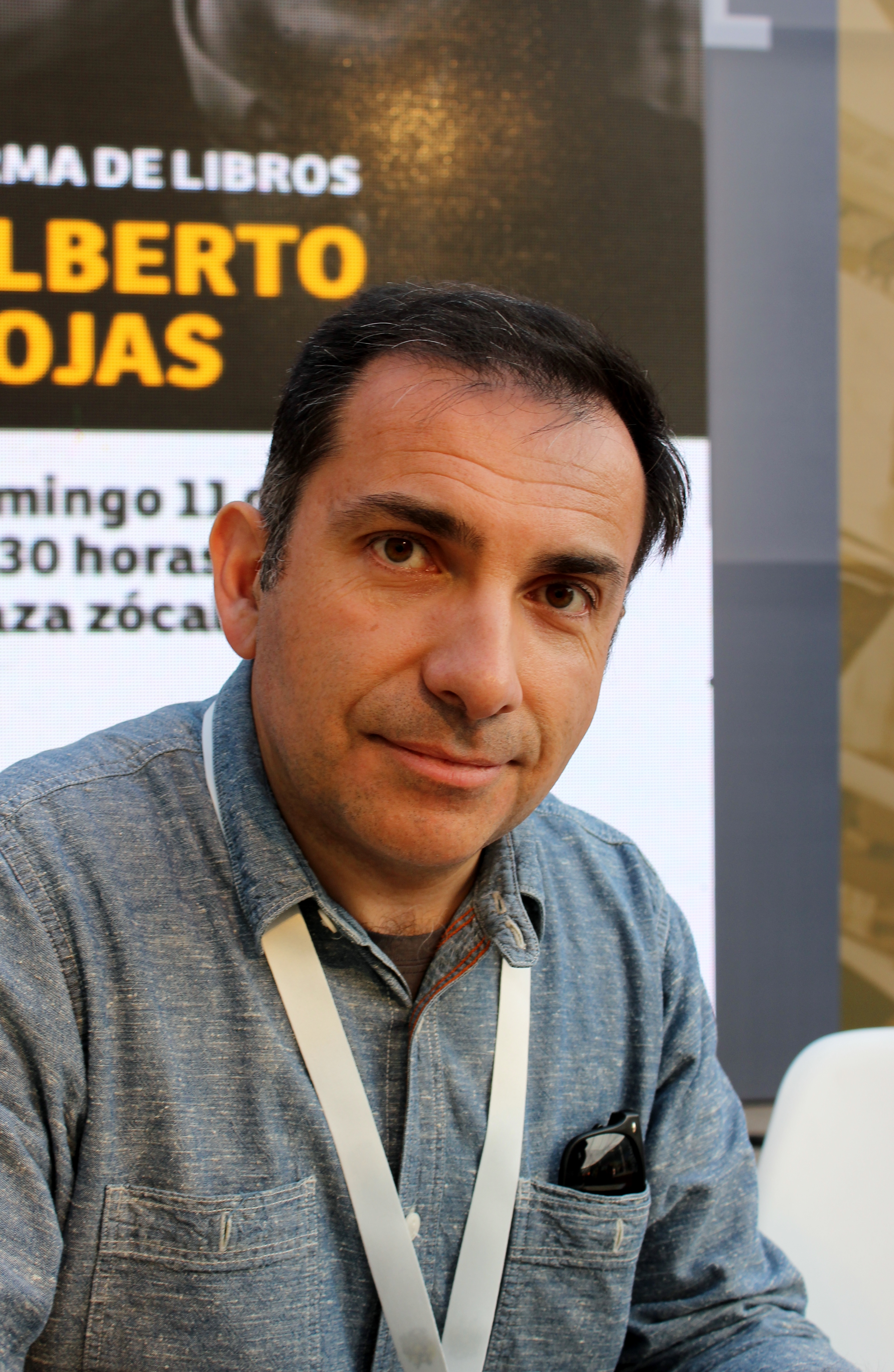
Rojas en el FAS 2018

Su interés por escribir comenzó durante su infancia y adolescencia, influenciado por autores como Julio Verne, Emilio Salgari, Ray Bradbury e Isaac Asimov, entre otros. Sin embargo, su primera obra publicada fue La lanza rota (1995), novela con la que obtuvo el primer lugar en el Concurso de Literatura Juvenil Marcela Paz.
Años después, en 2007, reeditó esta primera novela juvenil en una versión extendida, con la que inició la construcción de un universo de aventuras, piratas y magia conocido como Leyendas de Kalomaar. Dos años después publicó La Hermandad del Viento, la que en 2010 fue galardonada con el Premio Marta Brunet, otorgado por el Consejo Nacional del Libro y la Lectura.
En 2011 hizo una pausa en su saga juvenil y publicó La sombra de fuego. El último vuelo del teniente Bello, novela de ficción histórica que toma la figura de Alejandro Bello, pionero de la aviación chilena, y lo traslada al siglo XIX, en plena Guerra del Pacífico.
Posteriormente, regresó al universo de Leyendas de Kalomaar, con El medallón del sol negro (2014) y La venganza de la reina (2015), ambas protagonizadas por la pirata Tramey.
En términos cronológicos, El medallón del sol negro y La venganza de la reina ocurren cinco a seis años antes de La lanza rota y La Hermandad del Viento.
En 2017, Rojas publicó el thriller histórico El secreto del Dresden, una historia ambientada en el presente, cuya trama gira en torno a la búsqueda del tesoro que habría transportado el crucero de la Armada Imperial Alemana SMS Dresden, hundido en 1915 en aguas del archipiélago Juan Fernández.
En marzo de 2020 publicó su siguiente novela, titulada El misterio de la Biblioteca de Lima, que cronológicamente se desarrolla luego de los acontecimientos relatados en El secreto del Dresden. Y aunque no es una secuela directa, su trama ocurre en el mismo universo literario que la novela anterior.
En noviembre de 2022 publica su primer libro de cuentos, El explorador de mundos, que compila 14 relatos: algunos de ellos publicados previamente en distintas antologías y otros escritos años antes, pero inéditos.

## Obras

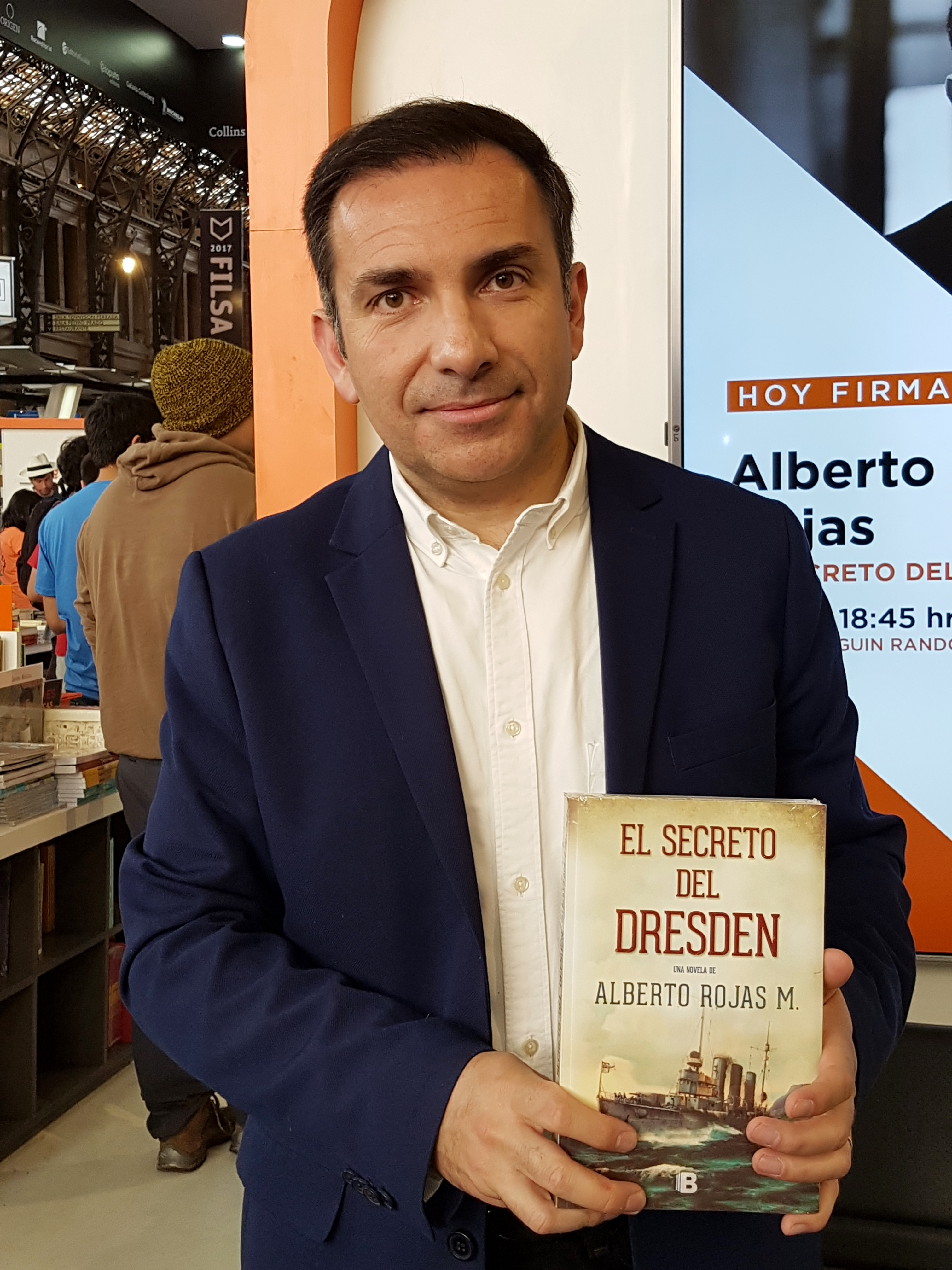
Rojas con su novela El secreto del Dresden en la FILSA 2017

### Novelas
- La lanza rota. Editorial Universitaria, 1995.
- La lanza rota. Edición extendida. Editorial Universitaria, 2007.
- La Hermandad del Viento. Editorial Universitaria, 2009.
- La sombra de fuego. El último vuelo del teniente Bello. Ediciones B, 2011.
- El Medallón del Sol Negro. Ediciones B, 2014.
- La venganza de la reina. Ediciones B, 2015.
- El secreto del Dresden. Ediciones B, 2017.
- La Lanza Rota. Edición definitiva. Planeta Lector, 2020.
- El misterio de la Biblioteca de Lima. Ediciones B, 2020.

### Relatos
- El prisionero, en Alucinaciones.TXT. Puerto de Escape, Valparaíso, 2007.
- Volviendo del frío, en Cuentos chilenos de ciencia ficción. Editorial Norma, Santiago, 2010.
- Su Majestad, A merced de las olas, y Sanchez-Besa, en CHIL3. Relación del Reyno. Ediciones B, Santiago, 2010.
- Día uno, en Poliedro 4. Editorial Forja, Santiago, 2011.
- Terranova, en Octocéfalo, Ediciones SM, Santiago, 2011.
- La ciudad junto al mar, en Un cuento al día. Consejo Nacional de la Cultura y las Artes, Santiago, 2013.
- El Toro, en Pacífico. Historias de la guerra. Ediciones B, Santiago, 2017.
- El último viaje del Tirpitz, en América Fantástica. Panorámica de autores latinoamericanos fantásticos del nuevo milenio". Huso Editorial, España, 2019.
- Los dueños del planeta, en Historias asombrosas de gatos. Vol. 1". Publicado por Fundación Adopta, 2019.
- El hallazgo, en Historias asombrosas de gatos. Vol. 2". Publicado por Fundación Adopta, 2020.
- La oscuridad de las profundidades, en Matapiojos. Áurea Ediciones, 2021.
- La retirada, en Pacífica. Crónicas atemporales de la guerra. Sietch Ediciones (Chile) / Editorial Pandemonium (Perú), 2021.
- El explorador de mundos. Breviario de autor compuesto por 14 relatos. Áurea Ediciones, 2022.
- TROX, en Cyberpunk 2023. Áurea Ediciones, 2023.

### No ficción
- La Guerra del Golfo y el fin del orden bipolar (1990-1991). Ediciones Universidad Finis Terrae, 2018.
- Un Mundo en Guerra. Editorial Planeta, 2025.

## Premios y reconocimientos
- Primer lugar en el Concurso de Literatura Juvenil Marcela Paz (1995) por La lanza rota.
- Premio Marta Brunet, otorgado por el Consejo Nacional del Libro y la Lectura (2010) por La Hermandad del Viento.
- Integrante de la delegación de escritores chilenos en la Feria Internacional del Libro de Bogotá (2011).
- Mención Honrosa en la categoría Best Collection of Short Stories (Spanish), en el International Latino Book Award (ILBA), de Estados Unidos, por El explorador de mundos.